# Адам Максимилиан Франц фон Щархемберг
Адам Максимилиан Франц фон Щархемберг (на немски: Adam Maximilian Franz Graf von Starhemberg; * 11 октомври 1669, Виена; † 27 ноември 1741, Виена) е граф от стария австрийски прочут благороднически род Щархемберг.

## Произход
Той е най-малкият син, седмото дете, на граф Бартоломеус III фон Щархемберг-Шаунберг (1625 – 1676) и съпругата му Естер фон Виндиш-Грец († 1697), внучка на фрайхер Вилхелм фон Виндиш-Грец († 1610), дъщеря на фрайхер Адам Зигфрид фон Виндиш-Грец (1585 – 1640/1648), и първата му съпруга фрайин Магдалена фон Грайсен или втората му съпруга Кристина Шрот фон Киндберг († 1651). Брат е на Гундакар XVI фон Щархемберг (1652 – 1702) и фелдмаршал Гвидо фон Щархемберг (1657 – 1737).
Щархембергите са от 1643 г. имперски графове и от 1765 г. имперски князе.

## Фамилия
Първи брак: на 24 май 1706 г. във Виена с графиня Мария Франциска де Ланой (* 8 декември 1683; † 19 януари 1724, Виена), дъщеря на граф Марк Йозеф де Ланой (* 1646) и графиня Аполония фон Щархемберг (1664 – 1700), внучка на Лудвиг граф фон Щархемберг (1564 – 1620), дъщеря на граф Йохан Лудвиг Адам фон Щархемберг (1616 – 1666) и графиня Мария Цецилия Хойос. Те имат децата:
- Емануел Михаел Гвидобалд (* 2 март 1708, Виена; † 21 февруари 1771, Виена, погребан в капуцинската църква в Линц), женен в катедралата Св. Стефан, Виена, на 21 февруари 1738 г. за графиня Мария Вилхелмина фон Щархемберг (* 6 май 1715, Линц; † 8 юни 1800, Виена), дъщеря на граф Адам Франц Йозеф Антон Еразмус фон Щархемберг (1682 – 1742) и фрайин Мария Генофева Антония Анна фон Улм цу Ербах (1682 – 1753); имат двама сина
- Мария Анна Франциска (* 1710; † 3 март 1762, Виена), омъжена на 4 юни 1740 г. за Карл Фридрих фон Кьониц († 4 юни 1745)
- Франц Карл (* 1713; † 24 февруари 1714)
- Агнестина (* 1714/15; † 2 януари 1718)
- Йохан Райхард Максимилиан Антон (* февруари 1715; † 27 юли 1716)
- Йозефа (* 1717; † 21 януари 1718)
- Йохан Райхард (* 13 октомври 1718; † 24 април 1770), неженен
- Мария Антония (* 1719; † 13 юли 1751), омъжена за Карл Франц фон Кьониц († 1743)
- Йохан Гвидобалд Йозеф Фили
- Ернст Йозеф Йохан Теодосиус (* 11 февржари 1723, Виена; † 10 август 1723)
- Йохан Непомуцен Йозеф Хилариус Теодосиус (* 13 януари 1724)

Втори брак: ноември 1703 г. с графиня Гвидобалдина фон Щархемберг (* 6 декември 1706; † 23 юни 1767, Виена), дъщеря на граф Гундемар Йозеф фон Щархемберг (1679 – 1743) и графиня Мария Антония фон Йоргер († 22 февруари 1720). Те имат един син:
- Гвидобалд Йохан Непомуцен (* 4 март 1736; † 13 септември 1781), неженен